# 沖永良部島

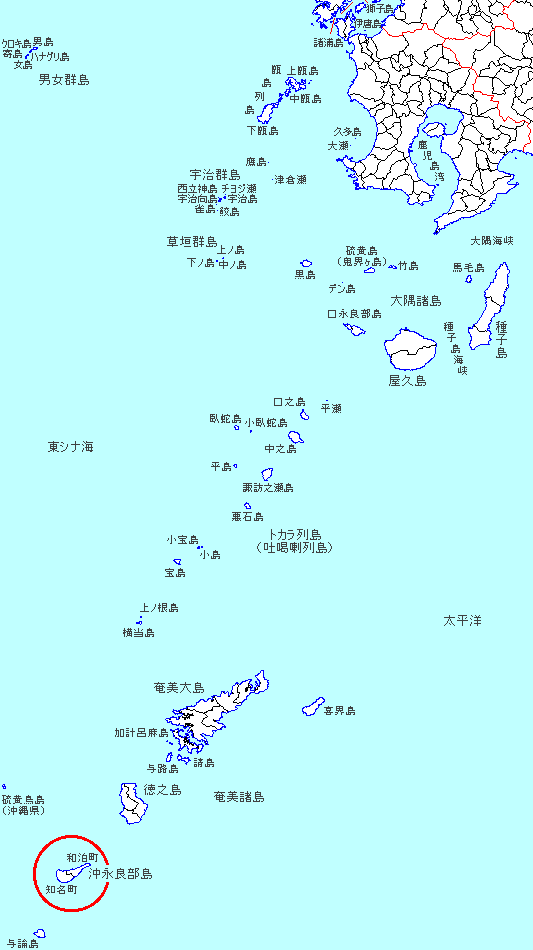
沖永良部島の位置
（図中、左下。赤丸内）

沖永良部島（おきのえらぶじま）は、奄美群島南西部に位置する島。鹿児島県の大島郡に属し、鹿児島市から南へ約552km、沖縄本島から北へ約60km、北緯27度東経128度付近に位置する。和泊町と知名町の2つの自治体で構成されている。

## 名称
島の名前の読みについては、1973年に当時の和泊町長が町議会で「おきのえらぶじま」が正式であると答弁している。一方、2012年には和泊町議会が「おきえらぶじま」と「の」を抜いた形での呼称統一を決議した。しかし、町側は、区長会、観光協会、地女連等の町内5団体と意見交換し、いずれも「変更の必要なし」との結果になったこと等を踏まえ、「変更の必要はない」と結論付けた。会話の上では単に「えらぶ」と呼ぶ場合が多い。

## 地理

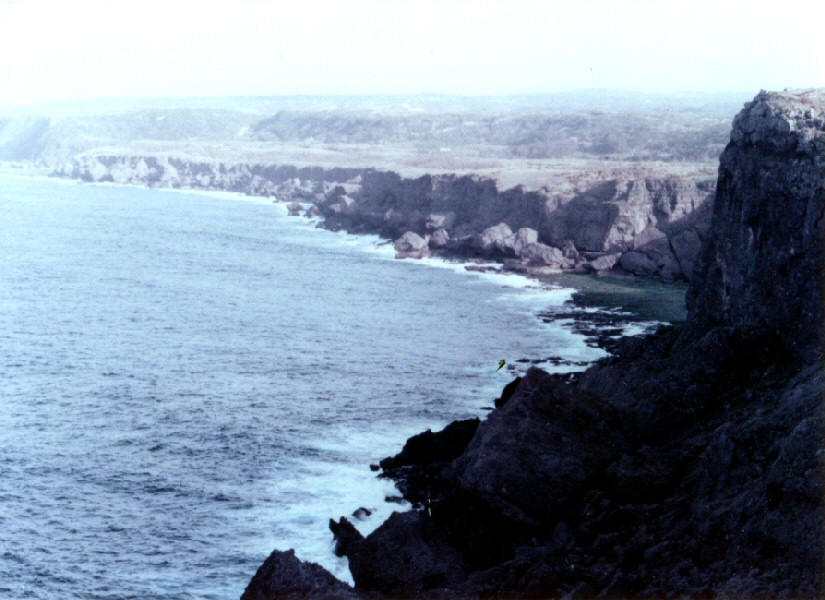
田皆岬の石灰岩の絶壁

南北に伸びる琉球海溝の西側に連なる南西諸島に属する。沖永良部島は東西に細長いオカリナないしはひしゃくの形をしており、西側は大山を中心としてほぼ円形状である。東西約20km・西辺の南北が約10km、面積93.65km2。同じ奄美群島内の隆起サンゴ礁の島である喜界島と形はよく似ているが、面積はもっと大きく、東京都の伊豆大島よりも大きい。
隆起サンゴ礁の島で、全島ほとんどが裾礁型のサンゴ礁起源石灰岩（第四紀層の琉球石灰岩）で被われている。島の西部に最高地点の大山（標高240m）がある。大山を中心とした南西の知名町側の地域には、幾段かの段丘地形を呈して石灰岩の広い分布が見られる。大山山頂部や越山などにわずかに古生層や新第三紀の花崗閃緑岩からなる基盤岩の露出が見られるが、石灰岩の溶食量を考えると、かつては全島が海面下に沈んでいたらしい。
同じ奄美群島において大部分が古生層からなる奄美大島や、古生層地域が多い徳之島などと比べると地学的な多様性は少ない。しかし全島が隆起サンゴ礁の島である与論島や喜界島などに比べると、比較的多様性のある自然環境を呈し、特に大山山頂部とその周辺には、土地利用に伴う人為的な改変が少ないある程度のまとまった面積の亜熱帯性の森林とカルスト地形が残っている。
北東の和泊町側は全体に標高が低いということもあって、畑作などの土地利用が進み、自然林はほとんど残っていない。カルストの地表地形も改変が著しいが、地下地形としてのカルスト水系の発達は知名町側に劣らず、長大な洞窟系が幾つか発見されている。
カルスト地形の発達は、亜熱帯性の気候や第四紀の多孔質な石灰岩という岩石的性質の違いもあって、ドリーネや鍾乳洞、地下水系の発達の度合いが著しく高く、山口県の秋吉台や福岡県の平尾台など、いわゆる日本三大カルストにも劣らない。とくに大山の周辺部、標高100-200mにかけて無数のドリーネが発達したカルスト地形を呈している。沿岸部のほぼ全域に、幅50-100mほどにいわゆる海岸カルストが見られる。無数のピナクルやカッレン、ソリューションパン（溶食性の皿状小凹地）が発達した裸出カルストをつくっている。地下水が流れる洞窟は暗川（くらごう）と呼ばれ、生活用水として用いるために、水汲み場が作られた。
田皆岬（矢護仁屋岬）では東北東系の断層による変位を受けた平らな石灰岩の台地があり、断崖の基部には基盤岩の古生層が露出している。

沖永良部島の空中写真。画像上方は北西方向。2008年10月25日撮影の65枚を合成作成。
。

### 鍾乳洞群
地下には多数の鍾乳洞が存在する。一般公開されている昇竜洞は規模が大きく、山口県の秋芳洞と同程度である。
大山水鏡洞は全長が約10.5kmで国内2番目（2017年9月時点）の規模を誇る鍾乳洞とされる。近年その一部をケイビングツアーとして探検することができる。
昇竜洞は観光鍾乳洞として、鍾乳洞めぐりができる。

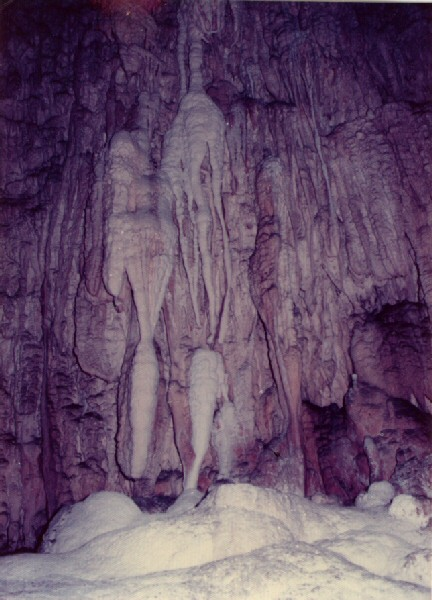
昇竜洞
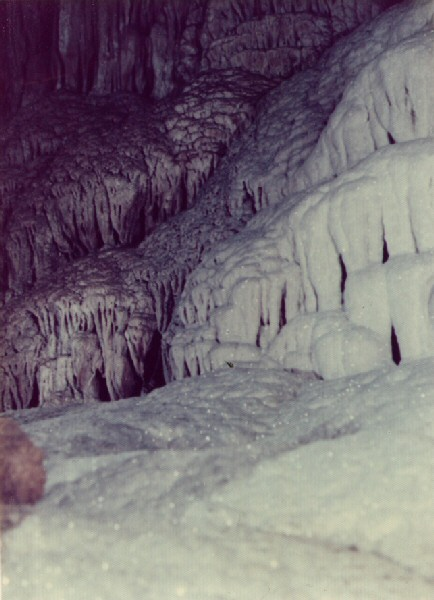

日本では総延長1kmを超える規模の洞窟は一般に長大な洞窟としてランクされるが、本島には大山水鏡洞を始め、小池の穴、銀水洞、鳳雛洞、昇竜洞上洞（石華洞-桃源洞-華垂洞-悠景洞）、白鳳洞、インガマゴー、昇竜洞下洞（夢幻洞-白蛇洞）、和の穴、半崎大鍾乳洞、水蓮洞などが上位100洞中に入っている。

### サンゴ礁

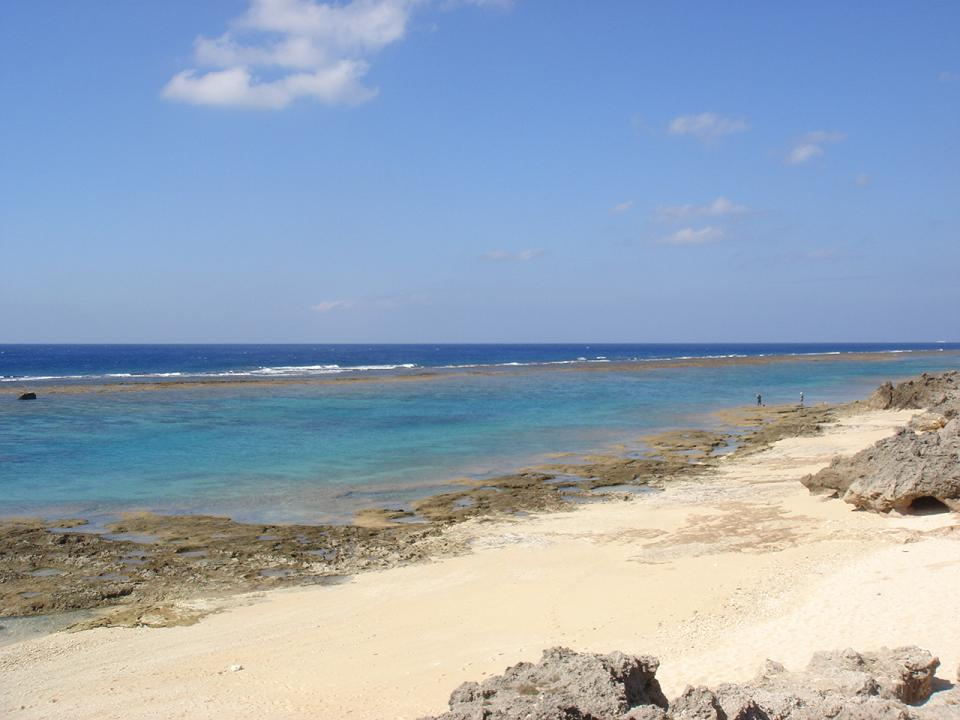
屋子母（やこも）海岸

沖永良部島の周辺はサンゴ礁となっている。ウジジ浜や屋子母（やこも）海岸には真っ白な砂浜があるが、約70万年前以降、島が隆起を続けているので、大規模な砂浜は少なくサンゴ礁の磯や断崖が多い。
和泊町の北海岸にある石灰岩の断崖が波浪の侵食を受けてできたフーチャ（海食洞）は、北風の強い波の荒い時には洞窟から波飛沫を高く吹き上げる。そのしぶきはかつては島の南海岸まで達し、ひろく農作物へ塩害を及ぼしていた。フーチャは以前は四つあったが、しぶきによる塩害を防ぐために昭和40年代に一つを残して破壊された。一方で、フーチャによって岩に吹き上げられ岩だまりで自然に濃縮された海水は、汲み集めて製塩に使われた。

### 小島・岩礁
- 黒瀬 - 北側の半崎沖。

## 自然

### 気候
温暖な亜熱帯性気候で年間平均気温は22.6℃であり、奄美群島の中では冬の気温が比較的温暖で沖縄本島とほぼ同じである。年間降水量は1856.7mmと本土と比べると多めだが、これは梅雨と台風の影響が大きいためであり実際には晴天の日が多く、南西諸島の中では降水量が少ない方である。
| 沖永良部特別地域気象観測所（大島郡和泊町国頭字手付、標高27m）の気候 | 沖永良部特別地域気象観測所（大島郡和泊町国頭字手付、標高27m）の気候 | 沖永良部特別地域気象観測所（大島郡和泊町国頭字手付、標高27m）の気候 | 沖永良部特別地域気象観測所（大島郡和泊町国頭字手付、標高27m）の気候 | 沖永良部特別地域気象観測所（大島郡和泊町国頭字手付、標高27m）の気候 | 沖永良部特別地域気象観測所（大島郡和泊町国頭字手付、標高27m）の気候 | 沖永良部特別地域気象観測所（大島郡和泊町国頭字手付、標高27m）の気候 | 沖永良部特別地域気象観測所（大島郡和泊町国頭字手付、標高27m）の気候 | 沖永良部特別地域気象観測所（大島郡和泊町国頭字手付、標高27m）の気候 | 沖永良部特別地域気象観測所（大島郡和泊町国頭字手付、標高27m）の気候 | 沖永良部特別地域気象観測所（大島郡和泊町国頭字手付、標高27m）の気候 | 沖永良部特別地域気象観測所（大島郡和泊町国頭字手付、標高27m）の気候 | 沖永良部特別地域気象観測所（大島郡和泊町国頭字手付、標高27m）の気候 | 沖永良部特別地域気象観測所（大島郡和泊町国頭字手付、標高27m）の気候 |
| 月                                                                  | 1月                                                                 | 2月                                                                 | 3月                                                                 | 4月                                                                 | 5月                                                                 | 6月                                                                 | 7月                                                                 | 8月                                                                 | 9月                                                                 | 10月                                                                | 11月                                                                | 12月                                                                | 年                                                                  |
| ------------------------------------------------------------------- | ------------------------------------------------------------------- | ------------------------------------------------------------------- | ------------------------------------------------------------------- | ------------------------------------------------------------------- | ------------------------------------------------------------------- | ------------------------------------------------------------------- | ------------------------------------------------------------------- | ------------------------------------------------------------------- | ------------------------------------------------------------------- | ------------------------------------------------------------------- | ------------------------------------------------------------------- | ------------------------------------------------------------------- | ------------------------------------------------------------------- |
| 最高気温記録 °C （°F）                                              | 25.5 (77.9)                                                         | 27.4 (81.3)                                                         | 28.5 (83.3)                                                         | 29.8 (85.6)                                                         | 31.7 (89.1)                                                         | 33.9 (93)                                                           | 34.9 (94.8)                                                         | 34.4 (93.9)                                                         | 33.8 (92.8)                                                         | 31.8 (89.2)                                                         | 31.5 (88.7)                                                         | 27.1 (80.8)                                                         | 34.9 (94.8)                                                         |
| 平均最高気温 °C （°F）                                              | 18.8 (65.8)                                                         | 19.1 (66.4)                                                         | 20.8 (69.4)                                                         | 23.0 (73.4)                                                         | 25.7 (78.3)                                                         | 28.6 (83.5)                                                         | 31.3 (88.3)                                                         | 31.3 (88.3)                                                         | 30.2 (86.4)                                                         | 27.5 (81.5)                                                         | 24.2 (75.6)                                                         | 20.6 (69.1)                                                         | 25.1 (77.2)                                                         |
| 日平均気温 °C （°F）                                                | 16.5 (61.7)                                                         | 16.6 (61.9)                                                         | 18.2 (64.8)                                                         | 20.5 (68.9)                                                         | 23.1 (73.6)                                                         | 25.9 (78.6)                                                         | 28.5 (83.3)                                                         | 28.6 (83.5)                                                         | 27.6 (81.7)                                                         | 25.1 (77.2)                                                         | 21.9 (71.4)                                                         | 18.4 (65.1)                                                         | 22.6 (72.7)                                                         |
| 平均最低気温 °C （°F）                                              | 14.2 (57.6)                                                         | 14.3 (57.7)                                                         | 15.8 (60.4)                                                         | 18.2 (64.8)                                                         | 21.0 (69.8)                                                         | 24.0 (75.2)                                                         | 26.4 (79.5)                                                         | 26.5 (79.7)                                                         | 25.5 (77.9)                                                         | 23.1 (73.6)                                                         | 19.9 (67.8)                                                         | 16.1 (61)                                                           | 20.4 (68.7)                                                         |
| 最低気温記録 °C （°F）                                              | 4.7 (40.5)                                                          | 6.1 (43)                                                            | 5.2 (41.4)                                                          | 10.2 (50.4)                                                         | 14.1 (57.4)                                                         | 17.5 (63.5)                                                         | 20.5 (68.9)                                                         | 22.0 (71.6)                                                         | 19.2 (66.6)                                                         | 16.2 (61.2)                                                         | 12.6 (54.7)                                                         | 7.8 (46)                                                            | 4.7 (40.5)                                                          |
| 降水量 mm （inch）                                                  | 91.5 (3.602)                                                        | 93.0 (3.661)                                                        | 141.7 (5.579)                                                       | 146.4 (5.764)                                                       | 196.9 (7.752)                                                       | 317.7 (12.508)                                                      | 144.7 (5.697)                                                       | 175.8 (6.921)                                                       | 176.9 (6.965)                                                       | 172.4 (6.787)                                                       | 107.8 (4.244)                                                       | 91.9 (3.618)                                                        | 1,856.7 (73.098)                                                    |
| 平均降水日数 （≥0.5 mm）                                            | 12.9                                                                | 11.8                                                                | 12.8                                                                | 12.0                                                                | 13.0                                                                | 13.6                                                                | 7.6                                                                 | 10.7                                                                | 11.3                                                                | 9.9                                                                 | 9.3                                                                 | 11.7                                                                | 136.5                                                               |
| % 湿度                                                              | 66                                                                  | 68                                                                  | 71                                                                  | 76                                                                  | 81                                                                  | 88                                                                  | 83                                                                  | 81                                                                  | 78                                                                  | 73                                                                  | 69                                                                  | 66                                                                  | 75                                                                  |
| 平均月間日照時間                                                    | 83.6                                                                | 87.3                                                                | 118.8                                                               | 136.4                                                               | 149.8                                                               | 164.9                                                               | 271.1                                                               | 252.6                                                               | 209.3                                                               | 169.6                                                               | 122.0                                                               | 92.4                                                                | 1,861.6                                                             |
| 出典：気象庁 (平均値：1991年-2020年、極値：1969年-現在)             |                                                                     |                                                                     |                                                                     |                                                                     |                                                                     |                                                                     |                                                                     |                                                                     |                                                                     |                                                                     |                                                                     |                                                                     |                                                                     |

### 生物

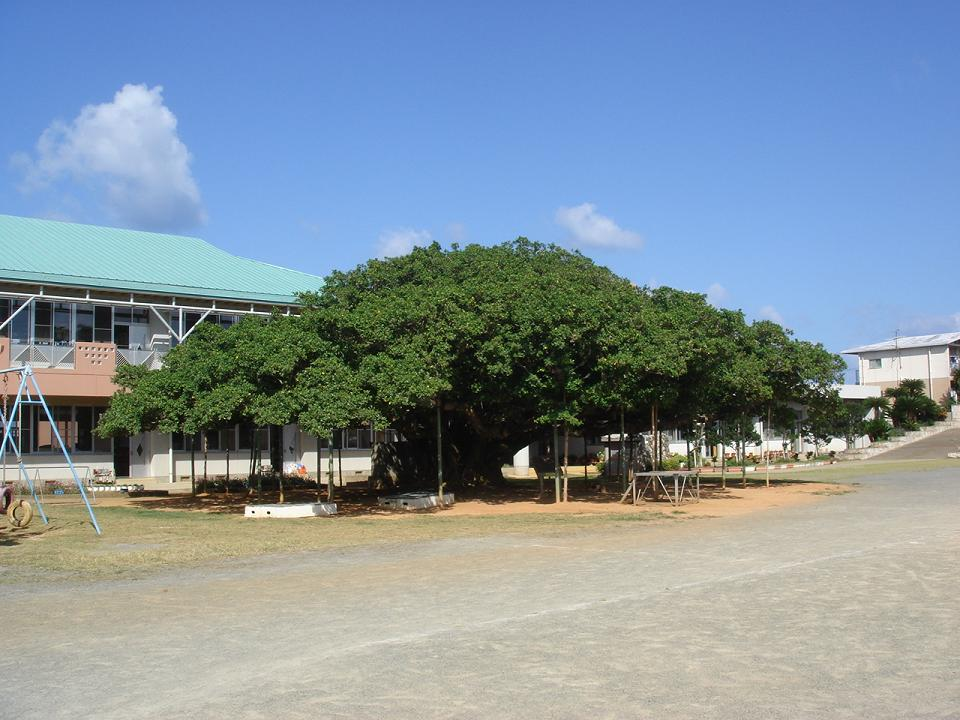
日本一のガジュマル

ガジュマルやアダンといった南国風の樹木が茂る。和泊町の国頭小学校には根回り8mに達する日本一のガジュマルの木がある。サンゴの美しい海岸にはアダンが多く、とがった葉と曲がりくねった幹にパイナップルに似たオレンジ色の実が映えて、いかにも南国らしい。
なお、奄美群島や沖縄諸島で恐れられているハブやその他の陸生の毒蛇は生息していないが、これは言い換えれば南西諸島独自の生物(固有種・固有亜種など)も少ないことを意味する。ただし、一方で辛うじて分布している「沖永良部島ならではの生物」には、他所にはない特徴が表れやすい傾向がみられる。またこの沖永良部島ならではの生物は（「奄美系」ではなく）「沖縄系」のものが多くなってくる。
沖永良部島で有名な昆虫の一つにコノハチョウがあり、現在のところ定着の北限とされている。しかしながらこのチョウは森林性であり移動性がないと考えられているが、1980年頃から急に見られるようになったために、元々分布していたかについては疑問視されている。ただし徳之島でも2005年から数年にわたり偶然的に本種が見つかり、2008年には幼虫も確認された（尤も個体数は非常に少なく、安定して生息しているかは検討の余地がある）ため、放蝶が原因で見られるようになった、とは決めつけられない。
サンゴ礁の海岸の岩場に住むエラブウミヘビは、ハブの10倍と言われるほど強い毒を持つヘビで、体長は約1m、青い地色に褐色の太い横帯がある。性質がおとなしく被害が出たことはほとんどない。沖縄や沖永良部島では「いらぶー」と呼んでいる。

## 歴史
ここでは沖永良部島特有の事項について述べる。南隣の与論島と同様に地理的にも琉球（沖縄）と近いため関係は深く、特に北山王国との関わりは深い。

### 真松千代伝説
北山の時代（14世紀終盤か）、島のそれぞれの郷村において祝祭職として祝女（ノロ）が置かれており、毎年、今帰仁城の北山王の元へ参勤する常となっていた。ある年、上城ノロ（現知名町）が容姿麗しき姪を伴い王に参勤したところ目に留まり妾とされ、寵愛を受け王子を産んだ。真松千代（ままちぢよ）である。この時の北山王は、一説には北山2代珉または3代攀安知とも言われるが諸説ある。真松千代は成長すると沖永良部島に移り永良部世之主（えらぶよのぬし）として君臨した。世之主は玉城（現和泊町）フバジョに居館するが、後蘭孫八に命じ、少し離れた内城（同町）に城を構えた。
1416年に北山が中山王国に滅ぼされ、中山からの交渉使節が来島、与和の浜（和泊町）に使者の船が接岸すると、世之主は侵攻と誤認して后の真照間兼之前（中山王の娘）、子らと共に一族もろとも自害したと伝わる。以降は中山王国、次いで琉球王国に服属する。島に伝承されている文化・言語・風俗などは、往時の北山王国の時代にその多くが由来する。

### 略譜
- 1470年（文明2年）頃、禅王寺(禅宗)が建立される。
- 1609年（慶長14年） - 薩摩藩の侵攻により薩摩の直轄領となり「大和世（やまとぅゆ）」の時代となる。
- 1616年（元和2年） - 徳之島に徳之島代官所が置かれ、沖永良部島と与論島を巡回して統治。
- 1690年（元禄3年） - 沖永良部代官所が設置され徳之島代官の行政を離れる。
- 薩摩藩の直轄領時代は、主に政治犯的な囚人の流刑地。
江戸時代末期（1862年（文久2年）－1864年（元治元年））、島津久光に疎まれた西郷隆盛が流されて1年7か月滞在した。
- 1869年（明治2年） - 代官所を在番所に改める。
- 1871年（明治4年） - 廃藩置県により鹿児島県の沖永良部島支庁となる。
- 1903年（明治36年） - 社倉法などを教示した西郷南洲翁を慕う島民たちによって和泊に南洲神社が建立される。
- 1908年（明治41年） - 島嶼町村制が施行。和泊村と知名村（現在の和泊町と知名町）に区分される。
- 1920年（大正9年） - 普通町村制が施行。各村長は住民の公選となる。
- 1946年（昭和21年） - 第二次世界大戦後、連合軍総司令部の昭和21年2.2宣言により周辺の奄美群島と共に同年3月から祖国日本から行政分離されアメリカの軍政下に入る。
- 1953年（昭和28年）12月25日 - 沖永良部島含む奄美群島が日本に復帰。クリスマスであったことから、米国は「日本へのクリスマスプレゼント」とした。
- 1977年（昭和52年） - 台風9号（沖永良部台風）が直撃。日本の陸上における最低気圧907.3ヘクトパスカルを記録した。
- 2011年（平成23年） - 地域活性化を目的に日本一のガジュマルをモチーフに沖永良部島キャラクターと題しガジュ丸くんが誕生した。
- 2017年（平成29年） - 天皇、皇后が沖永良部島を初訪問[11]。

### 市町村合併
平成の大合併では、隣の与論島にある与論町と三町での合併の枠組みが検討されたが、2003年の与論町での住民投票によって九割近くが合併に反対し、合併協議会を離脱。与論町は単独での生き残りを模索することとなった。その後、2004年3月より沖永良部島内の和泊町と知名町との間で合併協議会が行われたが、最終的に知名町が拒否して2010年3月31日をもって沖永良部島合併協議会を解散。

## 文化
奄美群島では、東の喜界島が琉球文化の影響が比較的大きいのを除くと、概ね奄美大島から与論島方面に南下するに従って琉球文化の色彩が濃くなるが、沖永良部島の文化は沖縄本島に近く、島に伝わる民謡の多くは沖縄と同様の琉球音階であり、カチャーシーが踊られる北限であり、同じ奄美群島に属している徳之島とは、伝統的な文化に違いがある（徳之島以北では民謡は本土と同じヨナ抜き音階が基本で、カチャーシーの代わりに六調が踊られる）。
一方で、薩摩国の影響も少なからず残っており、西郷隆盛の流刑地だったため、東京都の上野公園、鹿児島市の鹿児島市立美術館、霧島市西郷公園同様、西郷隆盛像がある。西郷南洲記念館の像は流刑時代の痩せた西郷像となっている。

### 言語・方言
方言は琉球語（琉球方言）の内、国頭方言（沖永良部与論沖縄北部諸方言ともいう）の沖永良部方言を使う。言語学的な分類とは別に、奄美群島では統一的に奄美方言と表現することがある。地元では沖永良部方言を「シマムニ」（島むに）と呼ぶが、この呼び方は八重山方言でいう「スマムニ」と近い。

### 食文化
ソテツの幹や実に含まれるデンプンを毒抜きのために水に晒し、発酵させ、水と煮たヤラブケ（ソテツ粥）・ジャガイモ（春のささやき）・石川サトイモ・ヘチマ・パパイヤ・アラゲキクラゲ（みんぐり）・ニンニク・ラッキョウ・桑の葉や実・豚肉・山羊肉を使った家庭料理、地豆（ピーナッツ）に黒砂糖をからめたさた豆、さたあんだぎー・ふくりぐゎし、ゆきみしなどの菓子類、しーくりぶ、しーくにん（酸九年。ヒラミレモン）、ブッシュカン、島バナナなどの果物類、鮮魚店では赤いあはじん・青いいらぶち等カラフルな魚類も多い。1メートル程度の小さなウツボを「うなぎ」、それより巨大な物を「とんか」と称し食用とする。イソマグロ（とかきん）は入り江への追い込み漁「まはだぐめぃ」で捕られる。ハリセンボンを使った「あばし汁」も好まれる。歴史的経緯から沖縄料理・薩摩料理との共通点も多いが、豆腐の味噌漬け、血汁、イソアワモチなどの島独自の郷土料理もいくつかある。沖縄風の炒め物は「あぎ（揚ぎ）」と総称する。アルコール類は地元で作られる奄美黒糖焼酎を飲むのが一般的で、代表銘柄に「稲乃露」、「天下一」、「昇龍」がある。

## 伝説・逸話

### 島建シンゴ
石の王と金の君との間にできた子が日の神に島クブダ国クブダの名を貰い、ニルヤの神に島を作って貰いました。島は浮き島で波に上下し洗われるので、南北に石を置き島釘国釘を打ち込み固定した。
さらに波に洗われる島に石垣を積み、浜葛やアダンを植え、その内側に畠を作り、泉川を掘り村々を作り、ガジマルや蘇鉄を植えたわわに実る島垣を作った。
全てが終わると島クブタは一対の兄妹を作り、兄を風上に妹を風下に置いて娶わせると人種が生まれた。
島クブタは天の宮の新祭穂祭が済んだ物種を貰いうけて島に降りてきた。この物種を霜月に蒔きこめば、2、3月に繁々と育ち、それを植えつけると、7月の盆の頃には赤熟黒熟の豊作となる。
この初穂を天ノロに奉り、火の神に供え、その残り穂を食べて、人種は生きていく事ができる様になりました。

### 桃太郎物語
沖永良部島では、一般に知られている鬼が島ではなく、桃太郎は「ニラの島」へ行ったという。龍宮であるニラの島で島民はみな鬼に食われていたが、唯一の生存者の老人の家に羽釜があり、その蓋の裏に鬼の島への道しるべが書かれており、その道しるべどおり地下の鬼の島へ行き、鬼退治に行く筋書きである。

### ヒザマ
ヒザマは沖永良部島に伝わる伝説上の魔鳥で、家に憑いて火事を引き起こすといわれる。姿はニワトリに似ており、胡麻塩色の羽根を持ち、頬が赤い。家に憑く際は空の瓶や桶に宿るといい、これを防ぐためにはこうした器を伏せておくか、常に水で満たしておくという。ヒザマが家に憑いた際にはすぐユタ（女のシャーマン）を呼んで追い出しの儀式を行なったという。
沖永良部島では邪神として最も恐れられており、人々の間ではこのヒザマに似た外見上の特徴を持つニワトリを飼うことを忌み嫌う風習があった。
また、民俗学研究家恵原義盛の著書『奄美大島の妖怪』では、ヒザマに火玉という字が当てられており、鳥ではなく読んで字の如く火の玉であり、やはり火事を引き起こすものとされている。

### 行事
- ヤッコ踊り - 鹿児島県指定無形文化財。各集落で異なる踊りが伝えられており、総称としてヤッコ踊りという。
- 花の島沖えらぶジョギング大会 - 毎年3月の日曜日に和泊町で開催。コースは3kmからハーフマラソンまで。
- マハダグムイ - 2011年に約40年ぶりにイベントとして復活した伝統の漁。例年ゴールデンウィーク時期に開催。
- 海人まつり - 沖永良部漁業組合主催のお祭り。例年7月中旬に開催。
- 港祭り・ふるさと夏祭り・花火大会 - 例年7月末から8月初旬の週末に和泊町・知名町で開催される。2016年に和泊町の港祭りにおいては選手が全身ローション塗れになった上で競う「ヌル相撲大会」が開催された。

## 産業
温暖な気候と適度な降雨は農業に適している。島には赤土の畑が広がっており、ジャガイモやサトウキビの他、特産のテッポウユリ（エラブユリ）やフリージアなどの球根栽培、グラジオラスなどの花卉栽培などが盛んで、3月～4月に島を訪れると、真っ白に咲いたエラブユリの畑や黄色いフリージアの花畑から芳香が漂ってくる。アラゲキクラゲ（みんぐり）の栽培も盛んで、日本で生で流通しているキクラゲのほとんどが沖永良部島で栽培されたものとなっている。パッションフルーツ、マンゴーなどの果実栽培も増えており、コーヒー栽培も実験的に行われている。エラブ牛を飼育する畜産業も盛んである。クワの葉や黒糖を使った菓子などの食品加工も行われている。
サトウキビを絞って作った純黒糖と米麹から奄美黒糖焼酎が造られて名産品となっている。島内には6蔵があるが、4蔵は協同出荷しているため納税酒造株式会社は3社である。ネット販売が一般化した近年は、日本全国から黒糖焼酎ファンが酒蔵見学に訪れるなど、新たな観光スポットとして注目されている。
これらの産業がしっかりしているので観光客の誘致にはそれほど熱心ではなく、隣の与論島に比べて知名度が低いが、近年ケイビングを目的とした観光が注目されている。

### 酒造会社
- 沖永良部酒造[13] - 「稲乃露」「はなとり」「花恋慕」等
  - 沖酒造 - 「白ゆり」「えらぶ」
  - 神崎産業 - 「幸福」
  - 竿田酒造 - 「えらぶ」
  - 德田酒造 - 「はなとり」
- 新納酒造（にいろしゅぞう）- 「天下一」「水連洞」「をちみづ」等
- 原田酒造 - 「昇龍（しょうりゅう）」「満月」等

## 沖洲会
沖洲会（ちゅうしゅうかい）とは、沖永良部出身者ならびに、その縁故者をもって組織された郷友会。港町を中心に支部を置く。

### 全国沖洲会一覧
- 神戸沖洲会 - 唯一、沖洲会館を保有する。
- 千葉沖洲会
- 東京沖洲会
- 愛知沖洲会
- 大阪沖洲会
- 尼崎沖洲会
- 岡山沖洲会
- 鹿児島沖洲会
- 名瀬沖洲会
- 沖縄沖洲会

## 交通

### 空路
島の東部に沖永良部空港（愛称：えらぶゆりの島空港）があり、ターボプロップ機（ATR42-600)が鹿児島、奄美大島、徳之島、沖縄本島へ飛んでいる。ちなみに、2006年9月30日に国産旅客機YS-11のラストフライトは沖永良部－鹿児島間であった。
沖永良部空港
現在就航中の航空会社・路線
- 日本航空（JAL）[15]
  - 鹿児島空港
  - 徳之島空港（乗り継ぎにより奄美空港へ利用可能）
  - 那覇空港（2018年7月1日に、徳之島 - 沖永良部 - 沖縄/那覇線、通称「奄美群島アイランドホッピングルート」として開設[16][17]。那覇空港への直行便が復活した。）

過去に就航していた航空会社
- 第一航空
  - - 那覇空港
2015年3月に休止。再開することなく撤退したが、上述の通りJACが同一区間で路線を復活させている。

### 航路
和泊港 - 和泊町

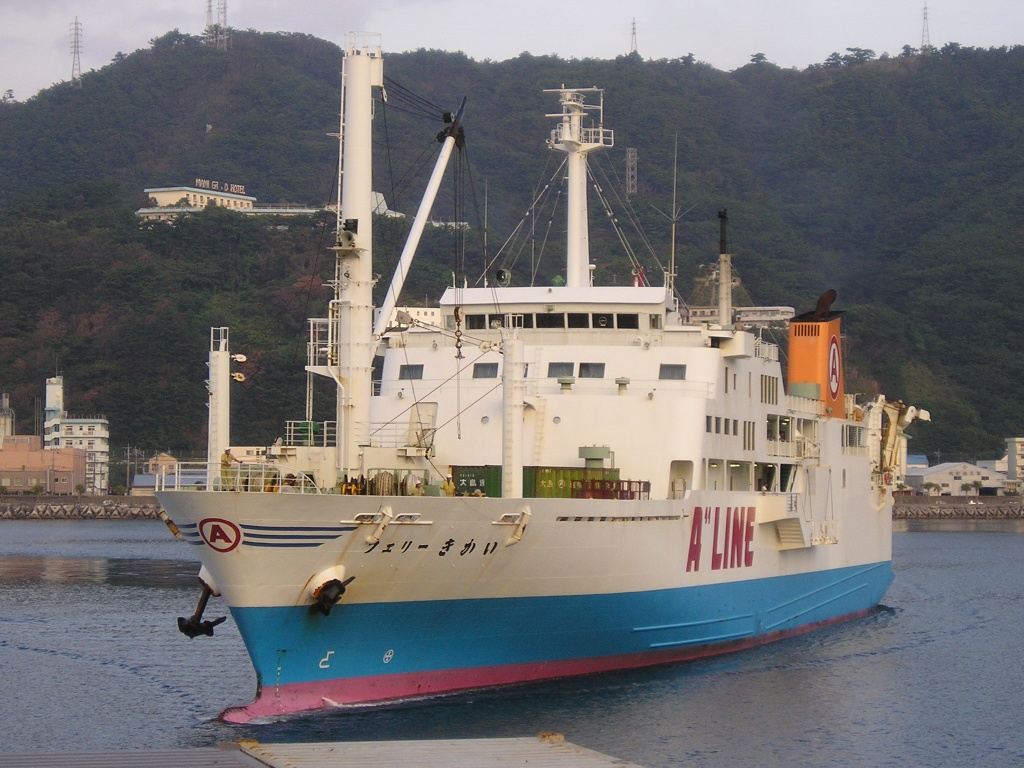
奄美海運「フェリーきかい」

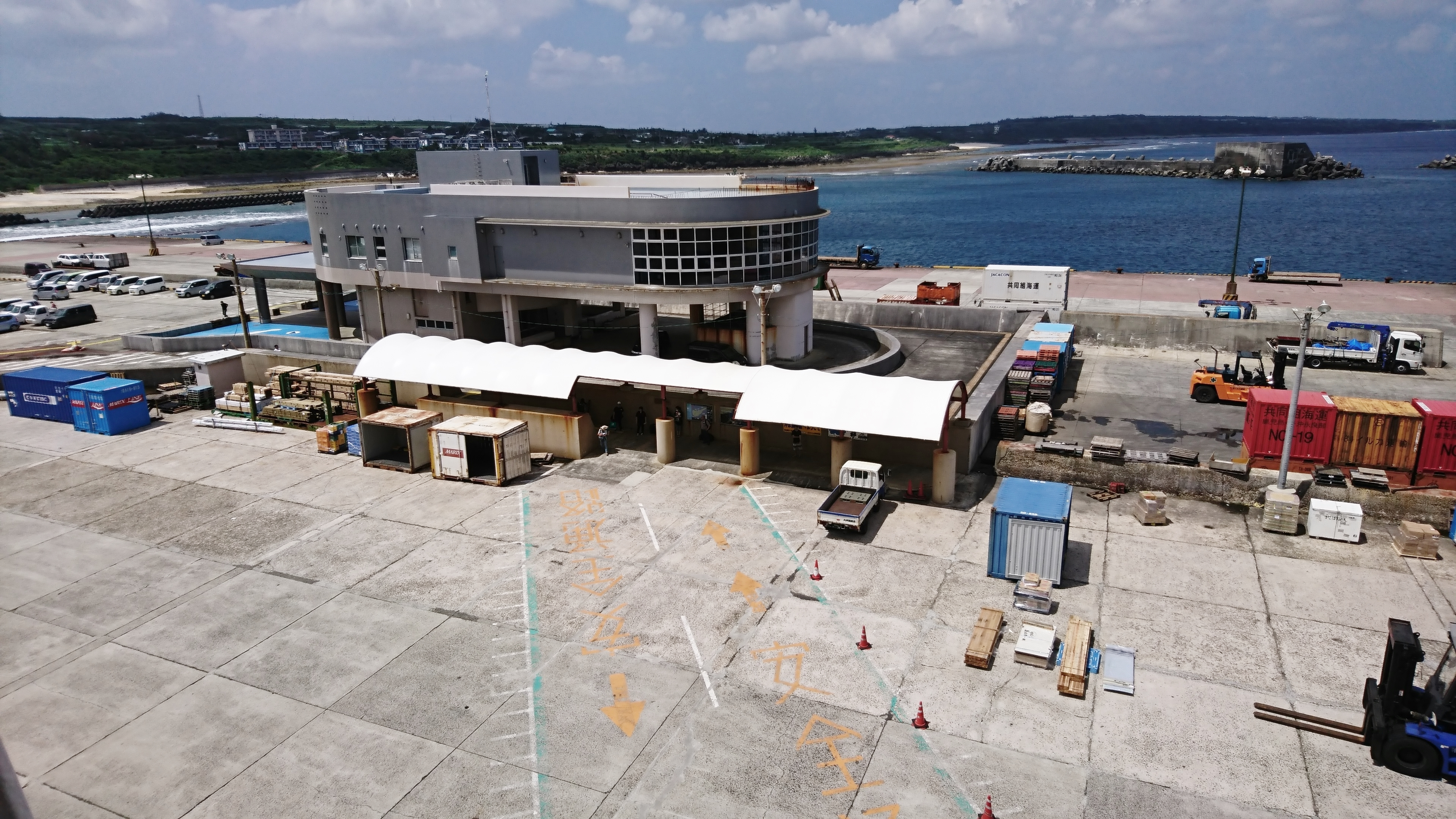
和泊港ターミナル

- マリックスライン・マルエーフェリー（2社で交互に毎日運航）
  - 鹿児島港（新港） - 奄美大島（名瀬新港） - 徳之島（亀徳港） - 沖永良部島（和泊港） - 与論島（与論港） - 本部港 - 那覇港（那覇ふ頭）

伊延港 - 和泊町
- 天候上の理由によりフェリーが和泊港への寄港が困難な場合に、島の北側に位置する伊延港が代替港として利用される。

知名港 - 知名町
- 奄美海運（マルエーフェリー系列）
  - 鹿児島港（本港） - 喜界島（湾港） - 奄美大島（名瀬新港） - 奄美大島（古仁屋港） - 徳之島（平土野港） - 沖永良部島（知名港）

#### 運休中の路線
- マルエーフェリー
  - 神戸港（六甲船客ターミナル） - 大阪港（南港） - 奄美大島（名瀬新港） - 徳之島（亀徳港） - 沖永良部島（和泊港） - 与論島（与論港） - 那覇港（新港ふ頭）

### 島内交通
沖永良部バス企業団が路線バスを運用している。一部区間を除き停留所以外でも乗降できる。
2020年4月ダイヤ改正時点
- 空港線（系統番号1）
知名 - ガジマル辻 - 高校前 - 皆川 - 和泊 - 国頭 - 沖永良部空港
- 知名・国頭線（系統番号2）
知名 - ガジマル辻 - 高校前 - 和泊 - 国頭
- 永嶺線（系統番号3）
知名 （- 屋子母公民館） - 住吉 - 下城 - 新城 - 永嶺 - 内城 - 和泊
- 後蘭線（系統番号4）
知名 - 住吉 - 新城 - 谷山 - 後蘭 - 内城 - 和泊
- ガジマル線（系統番号5）
和泊 - 出花 - 内城 - 赤嶺 - ガジマル辻 - 知名

## 放送
テレビ・ラジオ共に鹿児島・沖縄両方の放送局の受信が可能。AMラジオは沖縄の放送局のほうがややクリアに受信ができる。

### テレビ
- 島内には基幹局である知名中継局のほか3ヶ所の中継局がある。なお2006年に開始された地上デジタル放送については、NHK、民放各局がすでに放送を開始している。また沖縄県の放送局については今帰仁テレビ・FM中継局から受信している。

| 所在地   | 出力        | 総合 | 教育 | MBC | KTS | KKB | KYT |
| -------- | ----------- | ---- | ---- | --- | --- | --- | --- |
| 知名     | V100W/U300W | 3    | 4    | 1   | 47  | 49  | 43  |
| 知名田皆 | すべて1W    | 48   | 50   | 52  | 54  |     |     |
| 知名正名 | すべて100mW | 41   | 37   | 39  | 45  | 35  | 33  |
| 和泊     | すべて500mW | 53   | 51   | 45  | 55  |     |     |

和泊町では、町が運営する有線放送「サンサンテレビ」が開局し、沖縄 と鹿児島の2県の番組が再送信されているほか、サンサンテレビ独自の番組や和泊町周辺の天気予報も放送されている。しかし、放送設備である送信ケーブルが台風などの強風に弱く、台風接近時にケーブルが被害を受けると気象情報を見ることが出来なくなる場合があった。2011年のアナログ放送終了に伴い町内全戸に光ファイバーを敷設し（FTTH）地上デジタル放送を再送信するためのサンサンテレビの設備更新が決定し併せて高速インターネット網を整備することになった。2009年より伝送路ならびにスタジオ設備更新工事がはじまる。光ファイバー網は既存ケーブルより台風などの自然災害に耐久性があり停波事故は少なくなると期待される。

### ラジオ
AM放送
- 鹿児島の放送局はNHK鹿児島がラジオ第1・第2とも徳之島にある徳之島中継局が島内をカバーしているが、出力が100Wと強くないため奄美大島の名瀬中継局や鹿児島本局から受信する場合もある。一方、南日本放送（MBC）は鹿児島本局の出力が20kWと高いため直接受信可能。
- 沖縄の放送局はNHK沖縄・民放（RBCiラジオ・ラジオ沖縄）とも、那覇本局または名護ラジオ中継局（民放は国頭ラジオ中継局も）から受信可能。

FM放送
- NHK鹿児島FMが島内に知名中継局があり（84.0MHz）、与論島もカバーしている。なおFM鹿児島は薩南諸島に中継局がないため受信不可。また沖縄の放送局はNHK沖縄FM、FM沖縄ともに那覇本局または今帰仁中継局から受信可能。
- エフエム沖永良部 - 和泊町で放送を行っているミニFM局。77.8MHz。

## 風光

### ダイビング・シュノーケリング
島の周辺は、あまり知られていないが、アーチやサンゴの群生している場所など秘境感あふれるダイビングポイントが多い。1年を通してスクーバダイビングができるため、多くのダイバーが訪れている。特筆すべきは、沖永良部島はウミガメの産卵場所となっており、海中はもちろん、海岸の崖からも容易に見つけることができるほか、春のギンガメアジのトルネード、冬にはザトウクジラがみられることである。透明度がよいため水深30メートルでもサンゴが生息している貴重なエリアである。
シュノーケリングについても、島のダイビングショップで観光客向けのツアーが催行されている。アオウミガメなども頻繁に見ることができる。

### ロケ地・舞台となった作品
- 映画『深呼吸の必要』[19] - 宮古島で映画撮影を行なっていたが、サトウキビの収穫を収録する際に天候が悪化したため、ハブがいないなどの条件から沖永良部で撮影された。
- 映画『東京島』 - 無人島に流れ着いた1人の女性と23人の男性を巡る物語。沖永良部島で本格的なロケが行われた[20]。
- 漫画『こちら葛飾区亀有公園前派出所50巻収録「恋の沖えらぶ」』 - 事前に「漫画に登場したい」という読者をハガキで募集。当選した沖永良部島在住の少年に両津勘吉が会いに行き、そのまま島内を観光していると、近くの小島で教師をしている女性と恋に落ちる[21]。

## 出身者・ゆかりの人物
- 一色次郎 - 作家、知名町出身[22]。1967年に発表した小説『青幻記』で第3回太宰治賞を受賞[23]。
- 重村智計 - 東京通信大学教授[24]、早稲田大学名誉教授。ジャーナリスト、アジア・朝鮮半島情勢研究家。中国遼寧省生まれ、沖永良部島出身[25]。
- 千賀かほる - 歌手、知名町出身[26]。1969年『真夜中のギター』のヒットで第11回日本レコード大賞新人賞を受賞[27]。
- 大山百合香 - 歌手
- 新納敏正 - 俳優
- 武田国拓 - プロウルトラマラソンランナー
- 東前豊 - 岐阜市長
- 関根大学 - 俳優
- 太栄志[28] - 国会議員（衆議院）

### ゆかりの人物
- 干刈あがた - 作家。母親が沖永良部島出身[29]。
- 石田秀輝 - 東北大学名誉教授。2014年、沖永良部島に移住[30]。おきのえらぶ島観光親善大使[31]。
- 吉俣良 - 音楽家（祖母が沖永良部島出身[32][33]）。
- 竹原ピストル - フォークシンガー、ギタリスト、俳優。母親が沖永良部島出身[34][35]。
- 山田真哉 - 公認会計士・作家（両親の故郷が沖永良部島[36][37]）。
- 植村花菜 - シンガー・ソングライター。（「トイレの神様」の“おばあちゃん”が沖永良部出身[38][39][40]）。
- 平愛梨・平祐奈（姉妹） - 女優（祖母が沖永良部島在住、両親が沖永良部島出身[41][42]）。
- 平慶翔 - 東京都議会議員。平愛梨の弟。
- 福留朗裕 - 三井住友銀行頭取。父親が沖永良部島出身[43]。
- 三浦大知 - 歌手、ダンサー（両親が沖永良部出身[44][45][46]）。
- オリバ　- 元総合格闘家(沖永良部島和泊町出身)
- 吉田実代 - 女子プロボクサー、WBO女子世界スーパーフライ級王者[47][48][49]。父親が沖永良部島出身[50]。おきのえらぶ島観光親善大使[51][52]。

### キャラクター
- ガジュ丸くん - 沖永良部島キャラクター